# Pichilemu (kommun i Chile)
Pichilemu är en kommun i Chile.   Den ligger i provinsen Provincia de Cardenal Caro och regionen Región de O'Higgins, i den södra delen av landet, 150 km sydväst om huvudstaden Santiago de Chile.
I omgivningarna runt Pichilemu växer i huvudsak städsegrön lövskog. Runt Pichilemu är det ganska glesbefolkat, med 22 invånare per kvadratkilometer.